# Red Deer (riu a Manitoba)
El Red Deer, formalment en anglès Red Deer River, és un riu que passa per les províncies canadenques de Saskatchewan i Manitoba. Naix a Nut Lake, a l'est/centre de Saskatchewan i des d'allà flueix cap a l'est vers Manitoba, desembocant a Dawson Bay al llac Winnipegosis. Al nord de la conca del Red Deer hi ha el Saskatchewan, al sud-oest el riu Assiniboine superior i al sud-est el riu Swan. Al riu hi viuen diverses menes de peixos, com ara el corball d'aigua dolça, el peix gat bru, la carpa, Hiodon alosoides, el lluç de riu i la truita comuna.
El Red Deer comença a l'extrem nord del llac Nut prop de la carretera 349 i a l'oest de Porcupine Hills a l'est central de Saskatchewan. Des del llac Nut es dirigeix cap al nord després del parc provincial Greenwater Lake cap a Pré-Ste-Marié. Des d'allà, prop del creuament les carreteres 679 i 773, gira cap a l'est cap a la ciutat de Hudson Bay i el parc regional Hudson Bay, que és el lloc d'un antic fort de la Companyia del Nord-oest anomenat Fort Red Deer River. Des de Hudson Bay continua cap a l'est i és la divisió entre els Pasquia Hills al nord i Porcupine Hills al sud. També passa per boscos provincials com Porcupine i Pasquia. Des dels boscos i turons, continua cap a l'est fins entrar a Manitoba, on hi ha 13 quilometres (8.1 mi) passat la frontera, s'obre al llac Red Deer. El riu prossegueix cap a l'est del llac Red Deer durant uns 16 quilometres (9.9 mi) fins a desembocar a Dawson Bay al llac Winnipegosis. A prop de la confluència desemboca a Dawson Bay, creua l'autopista 10, part de la Northern Woods and Water Route. Aquesta també és la ubicació del Red Deer River Provincial Park.
El 1757 s'establí un post comercial de pells de la Companyia de la Badia de Hudson al costat del riu Red Deer prop de la vila d'Erwood. El 1790 la North West Trading Company establí un post comercial a la desembocadura del riu Etomami anomenat Fort Red Deer River. A la riba del riu enfront de la desembocadura del riu Etomami, hi ha les restes d'un altre fort que es creu que devia ser de l’American Fur Company.